# 嘉義市國民運動中心
23°28′03″N 120°27′57″E / 23.467437°N 120.465892°E
嘉義市國民運動中心是臺灣嘉義市第一座國民運動中心，位於東區嘉義市立體育場旁，共四層樓高。2016年10月21日動工，於2018年3月24日正式啟用（試營運），2018年4月1日起正式營運，由嘉義市政府以OT（Operate-Transfer）方式委託堤姆有限公司經營。

## 設施介紹
- 1F：25M室內溫水游泳池、兒童戲水池、水療池、冰水池、熱水池、烤箱、蒸氣室
- 2F：綜合球場（籃球）、兒童遊戲室、淋浴間
- 3F：飛輪教室、韻律教室
- 4F：體適能健身中心、羽球場、TRX教室、運動傷害防護室

## 周邊設施
- 嘉義市立體育場
- 嘉義市立體育館
- 嘉義市立網球場
- 大同技術學院
- 國立嘉義高級家事職業學校
- 國立嘉義高級工業職業學校
- 東吳高級工業家事職業學校
- 嘉義市立南興國民中學
- 嘉義市社區大學

## 外部連結
- 嘉義市國民運動中心（页面存档备份，存于）
- 嘉義市國民運動中心的Facebook專頁
- YouTube上的嘉義市國民運動中心頻道